# Lista orașelor și comunelor din Saxonia Inferioară
În landul federal Saxonia Inferioară sunt:
- 1.022 de localități din care sunt:
  - 311 orașe
  - 10 districte urbane
  - 55 orașe districte
  - 950 orașe și comune

## Districte urbane
| - Braunschweig - Delmenhorst - Emden - Göttingen ¹) - Hannover ²) (Capitala Landului) | - Oldenburg (Oldenburg) - Osnabrück - Salzgitter - Wolfsburg - Wilhelmshaven |

## Orașe districte
| - Celle - Cuxhaven - Goslar - Hameln | - Hildesheim - Lingen (Ems) - Lüneburg |

| - Achim - Alfeld (Leine) - Aurich - Bad Pyrmont - Barsinghausen - Bramsche - Buchholz in der Nordheide - Burgdorf - Buxtehude - Cloppenburg - Duderstadt - Einbeck - Ganderkesee - Garbsen - Georgsmarienhütte - Gifhorn - Hann. Münden - Helmstedt - Holzminden | - Isernhagen - Laatzen - Langenhagen - Leer (Ostfriesland) - Lehrte - Melle - Meppen - Neustadt am Rübenberge - Nienburg/Weser - Norden - Nordenham - Nordhorn - Northeim - Osterholz-Scharmbeck - Osterode am Harz - Papenburg - Peine - Rinteln | - Ronnenberg - Schortens - Seelze - Seesen - Seevetal - Sehnde - Springe - Stade - Stuhr - Uelzen - Varel - Vechta - Verden (Aller) - Walsrode - Weyhe - Winsen (Luhe) - Wolfenbüttel - Wunstorf |

## Orașe și comune

### A
| - Achim (b.Wolfenbüttel) - Achim (Weser) - Adelebsen - Adelheidsdorf - Adenbüttel - Adendorf - Adenstedt - Aerzen - Affinghausen - Agathenburg - Ahausen - Ahlden (Aller) - Ahlerstedt - Ahnsbeck | - Ahnsen - Alfeld (Leine) - Alfhausen - Alfstedt - Algermissen - Almstedt - Altenau - Altenmedingen - Amelinghausen - Amt Neuhaus - Anderlingen - Andervenne - Ankum - Apelern | - Apen - Apensen - Appel - Appeln - Arholzen - Armstorf - Artlenburg - Asendorf (Lkr.Diepholz) - Asendorf (Nordheide) - Auetal - Auhagen - Aurich (Kreisstadt) - Axstedt |

### B
| - Bad Bederkesa - Bad Bentheim - Badbergen - Bad Bevensen - Bad Bodenteich - Baddeckenstedt - Bad Eilsen - Badenhausen - Bad Essen - Bad Fallingbostel (Kreisstadt) - Bad Gandersheim - Bad Grund (Harz) - Bad Harzburg - Bad Iburg - Bad Laer - Bad Lauterberg im Harz - Bad Münder am Deister - Bad Nenndorf - Bad Pyrmont - Bad Rothenfelde - Bad Sachsa - Bad Salzdetfurth - Bad Zwischenahn - Bahrdorf - Bahrenborstel - Bakum - Balge - Balje - Baltrum - Banteln - Bardowick - Barenburg - Barendorf - Bargstedt - Barnstedt - Barnstorf - Barsinghausen - Barßel - Barum (Lkr.Lüneburg) - Barum (Lkr.Uelzen) - Barver - Barwedel - Basdahl - Bassum | - Bawinkel - Beckdorf - Beckedorf - Beckeln - Beedenbostel - Beesten - Beierstedt - Belm - Belum - Bendestorf - Berge - Bergen (Lkr.Celle) - Bergen an der Dumme - Bergfeld - Berne - Bersenbrück - Berumbur - Betheln - Betzendorf - Bevern - Beverstedt - Bienenbüttel - Bilshausen - Binnen - Bippen - Bispingen - Bissendorf - Bleckede - Blender - Bliedersdorf - Blomberg - Bockenem - Bockhorn - Bockhorst - Bodenfelde - Bodensee - Bodenwerder - Boffzen - Böhme - Bohmte - Boitze - Bokel - Bokensdorf - Bomlitz | - Börger - Borkum - Börßum - Borstel - Bösel - Bötersen - Bothel - Bovenden - Brackel - Brake (Unterweser) (Kreisstadt) - Bramsche - Bramstedt - Braunlage - Braunschweig - Breddenberg - Breddorf - Bremervörde - Brest - Brevörde - Brietlingen - Brinkum - Brockel - Bröckel - Brockum - Brome - Bruchhausen-Vilsen - Brüggen - Buchholz - Buchholz (Aller) - Buchholz in der Nordheide - Bückeburg - Bücken - Büddenstedt - Bühren - Bülkau - Bülstedt - Bunde - Burgdorf (b.Salzgitter) - Burgdorf (Hannover) - Burgwedel - Burweg - Butjadingen - Buxtehude |

### C
| - Cadenberge - Calberlah - Cappel - Cappeln (Oldenburg) - Celle (Kreisstadt) | - Clausthal-Zellerfeld - Clenze - Cloppenburg (Kreisstadt) - Colnrade - Coppenbrügge | - Coppengrave - Cramme - Cremlingen - Cuxhaven (Kreisstadt) |

### D
| - Dahlem - Dahlenburg - Dahlum - Damme - Damnatz - Danndorf - Dannenberg (Elbe) - Dassel - Dedelstorf - Deensen - Deinste - Deinstedt - Delligsen - Delmenhorst - Denkte - Derental - Dersum - Despetal | - Detern - Dettum - Deutsch Evern - Dickel - Didderse - Diekholzen - Dielmissen - Diepenau - Diepholz (Kreisstadt) - Dinklage - Dissen am Teutoburger Wald - Dohren (Emsland) - Dohren (Nordheide) - Dollern - Dornum - Dörpen - Dorstadt | - Dorum - Dörverden - Dötlingen - Drage - Drakenburg - Drangstedt - Dransfeld - Drebber - Drentwede - Drestedt - Driftsethe - Drochtersen - Düdenbüttel - Duderstadt - Duingen - Dünsen - Dunum |

### E
| - Ebergötzen - Eberholzen - Ebersdorf - Ebstorf - Echem - Edemissen - Edewecht - Egestorf - Eggermühlen - Ehra-Lessien - Ehrenburg - Eickeloh - Eicklingen - Eime - Eimen - Eimke - Einbeck - Eisdorf | - Elbe - Elbingerode - Eldingen - Elmlohe - Elsdorf - Elsfleth - Elze - Embsen - Emden - Emlichheim - Emmendorf - Emmerthal - Emsbüren - Emstek - Emtinghausen - Engden - Engeln | - Engelschoff - Erkerode - Esche - Eschede - Eschershausen - Esens - Essel - Essen (Oldenburg) - Esterwegen - Estorf (Lkr.Stade) - Estorf (Weser) - Everode - Eversmeer - Evessen - Eydelstedt - Eyendorf - Eystrup |

### F
| - Farven - Faßberg - Filsum - Fintel - Firrel - Flögeln - Flöthe | - Frankenfeld - Freden (Leine) - Fredenbeck - Freiburg/Elbe - Freistatt - Frellstedt - Frelsdorf | - Freren - Fresenburg - Friedeburg - Friedland - Friesoythe - Fürstenau - Fürstenberg |

### G
| - Ganderkesee - Gandesbergen - Garbsen - Garlstorf - Garrel - Garstedt - Gartow - Geeste - Gehrde - Gehrden - Georgsdorf - Georgsmarienhütte - Gerdau - Gersten - Getelo - Gevensleben - Geversdorf - Gieboldehausen | - Gielde - Giesen - Gifhorn (Kreisstadt) - Gilten - Gittelde - Glandorf - Gleichen - Gnarrenburg - Gödenstorf - Göhrde - Goldenstedt - Gölenkamp - Golmbach - Gorleben - Goslar (Kreisstadt) - Göttingen (Kreisstadt) - Grafhorst | - Grasberg - Grasleben - Grethem - Gronau (Leine) - Groß Berßen - Großefehn - Großenkneten - Großenwörden - Großheide - Groß Ippener - Groß Meckelsen - Groß Oesingen - Groß Twülpstedt - Grünendeich - Guderhandviertel - Gusborn - Gyhum |

### H
| - Habighorst - Hademstorf - Hämelhausen - Häuslingen - Hage - Hagen am Teutoburger Wald - Hagen im Bremischen - Hagenburg - Hagermarsch - Hahausen - Halbemond - Halle (b.Meuenhaus) - Halle (Weserbergland) - Halvesbostel - Hambergen - Hambühren - Hameln (Kreisstadt) - Hamersen - Hammah - Handeloh - Handorf - Handrup - Hankensbüttel - Hannover (Landes- u. Regionshauptstadt) - Hann. Münden - Hanstedt (Lkr.Uelzen) - Hanstedt (Nordheide) - Harbarnsen - Hardegsen - Haren (Ems) - Harmstorf - Harpstedt - Harsefeld - Harsum - Hasbergen - Haselünne - Haßbergen - Hassel (Weser) - Hassendorf - Haste | - Hatten - Hattorf am Harz - Haverlah - Hechthausen - Hedeper - Heede - Heemsen - Heere - Heerstedt - Heeslingen - Heeßen - Hehlen - Heidenau - Heinade - Heinbockel - Heiningen - Heinsen - Hellwege - Helmstedt (Kreisstadt) - Helpsen - Helvesiek - Hemmingen - Hemmoor - Hemsbünde - Hemslingen - Hemsloh - Hepstedt - Hermannsburg - Herzberg am Harz - Herzlake - Hesel - Hespe - Hessisch Oldendorf - Heuerßen - Heyen - Hildesheim (Kreisstadt) - Hilgermissen - Hilkenbrook - Hillerse | - Hilter am Teutoburger Wald - Himbergen - Himmelpforten - Hinte - Hipstedt - Hittbergen - Hitzacker (Elbe) - Hodenhagen - Höfer - Höhbeck - Hohenhameln - Hohne - Hohnhorst - Hohnstorf (Elbe) - Holdorf - Holenberg - Holle - Hollen - Hollenstedt - Hollern-Twielenfleth - Hollnseth - Holste - Holtgast - Holtland - Holzen - Holzminden (Kreisstadt) - Hoogstede - Hörden am Harz - Hornburg - Horneburg - Horstedt - Hoya - Hoyerhagen - Hoyershausen - Hude (Oldenburg) - Hüde - Hülsede - Husum - Hüven |

### I
| - Ihlienworth - Ihlow - Ilsede | - Ingeleben - Isenbüttel - Isernhagen | - Isterberg - Itterbeck |

### J
| - Jade - Jameln - Jelmstorf - Jembke | - Jemgum - Jerxheim - Jesteburg - Jever (Kreisstadt) | - Jork - Jühnde - Juist |

### K
| - Kakenstorf - Kalbe - Kalefeld - Karwitz - Katlenburg-Lindau - Kettenkamp - Kirchbrak - Kirchdorf - Kirchgellersen - Kirchlinteln | - Kirchseelte - Kirchtimke - Kirchwalsede - Kirchwistedt - Kissenbrück - Klein Berßen - Klein Meckelsen - Kluse - Kneitlingen - Köhlen | - Königslutter am Elm - Königsmoor - Kranenburg - Krebeck - Kreiensen - Krummendeich - Krummhörn - Kührstedt - Küsten - Kutenholz |

### L
| - Laar - Laatzen - Lachendorf - Lage - Lähden - Lahn - Lahstedt - Lamspringe - Lamstedt - Landesbergen - Landolfshausen - Landwehr - Langelsheim - Langen (b.Bremerhaven) - Langen (Emsland) - Langendorf - Langenhagen - Langeoog - Langlingen - Langwedel - Lastrup - Lathen - Lauenau | - Lauenbrück - Lauenförde - Lauenhagen - Leer (Ostfriesland) (Kreisstadt) - Leese - Leezdorf - Lehe - Lehre - Lehrte - Leiferde - Lembruch - Lemförde - Lemgow - Lemwerder - Lengede - Lengenbostel - Lengerich - Lenne - Liebenau - Liebenburg - Lilienthal - Lindern (Oldenburg) - Lindhorst | - Lindwedel - Lingen (Ems) - Linsburg - Lintig - Lohne (Oldenburg) - Löningen - Lorup - Loxstedt - Lübberstedt - Lübbow - Lüchow (Wendland) (Kreisstadt) - Luckau (Wendland) - Lüder - Lüdersburg - Lüdersfeld - Lüerdissen - Luhden - Lüneburg (Kreisstadt) - Lunestedt - Lünne - Lütetsburg - Lutter am Barenberge |

### M
| - Maasen - Marienhafe - Marienhagen - Mariental - Marklohe - Marl - Marschacht - Martfeld - Marxen - Mechtersen - Meerbeck | - Meine - Meinersen - Melbeck - Melle - Mellinghausen - Menslage - Meppen (Kreisstadt) - Merzen - Messenkamp - Messingen - Midlum | - Misselwarden - Mittelnkirchen - Mittelstenahe - Moisburg - Molbergen - Moormerland - Moorweg - Moringen - Müden (Aller) - Mulsum - Munster |

### N
| - Nahrendorf - Natendorf - Neetze - Negenborn - Nenndorf - Neubörger - Neu Darchau - Neuenhaus - Neuenkirchen (Altes Land) - Neuenkirchen (b.Bassum) - Neuenkirchen (Land Hadeln) - Neuenkirchen (Lkr.Osnabrück) - Neuenkirchen (Lüneb.Heide) - Neuenkirchen-Vörden | - Neuharlingersiel - Neuhaus (Oste) - Neuhof - Neukamperfehn - Neulehe - Neuschoo - Neustadt am Rübenberge - Neu Wulmstorf - Niederlangen - Niedernwöhren - Niemetal - Nienburg/Weser (Kreisstadt) - Nienhagen - Nienstädt | - Norden - Nordenham - Norderney - Nordholz - Nordhorn (Kreisstadt) - Nordleda - Nordsehl - Nordstemmen - Nörten-Hardenberg - Northeim (Kreisstadt) - Nortmoor - Nortrup - Nottensdorf |

### O
| - Oberlangen - Oberndorf - Obernfeld - Obernholz - Obernkirchen - Ochtersum - Odisheim - Oederquart - Oerel - Oetzen - Ohne | - Ohrum - Oldenburg (Oldenburg) - Oldendorf (Lkr.Stade) - Oldendorf (Luhe) - Osloß - Osnabrück (Kreisstadt) - Osteel - Osten - Osterbruch - Ostercappeln - Ostereistedt | - Osterholz-Scharmbeck (Kreisstadt) - Osterode am Harz (Kreisstadt) - Osterwald - Ostrhauderfehn - Ottenstein - Otter - Otterndorf - Ottersberg - Ovelgönne - Oyten |

### P
| - Padingbüttel - Papenburg - Parsau - Pattensen | - Pegestorf - Peine (Kreisstadt) - Pennigsehl - Pohle | - Polle - Pollhagen - Prezelle - Prinzhöfte |

### Q
| - Quakenbrück - Quendorf | - Querenhorst | - Quernheim |

### R
| - Räbke - Radbruch - Raddestorf - Rastdorf - Rastede - Rätzlingen - Rechtsupweg - Reeßum - Regesbostel - Rehburg-Loccum - Rehden - Rehlingen - Reinstorf - Remlingen - Renkenberge | - Rennau - Reppenstedt - Rethem (Aller) - Rhade - Rhauderfehn - Rhede (Ems) - Rheden - Rhumspringe - Ribbesbüttel - Riede - Rieste - Ringe - Ringstedt - Rinteln - Ritterhude | - Rodenberg - Rodewald - Rohrsen - Roklum - Rollshausen - Römstedt - Ronnenberg - Rosche - Rosdorf - Rosengarten - Rotenburg (Wümme) (Kreisstadt) - Rötgesbüttel - Rüdershausen - Rühen - Rullstorf |

### S
| - Sachsenhagen - Salzbergen - Salzgitter - Salzhausen - Salzhemmendorf - Samern - Sandbostel - Sande - Sandstedt - Sankt Andreasberg - Sarstedt - Sassenburg - Saterland - Sauensiek - Schapen - Scharnebeck - Scharnhorst - Scheden - Scheeßel - Schellerten - Schiffdorf - Schladen - Schnackenburg - Schnega - Schneverdingen - Scholen - Schönewörde - Schöningen - Schöppenstedt - Schortens - Schulenberg im Oberharz - Schüttorf - Schwaförden - Schwanewede - Schwarme - Schwarmstedt | - Schweindorf - Schweringen - Schwerinsdorf - Schwienau - Schwülper - Seeburg - Seedorf - Seelze - Seesen - Seevetal - Seggebruch - Sehlde - Sehlem - Sehnde - Selsingen - Semmenstedt - Seulingen - Sibbesse - Sickte - Siedenburg - Sittensen - Soderstorf - Sögel - Söhlde - Söllingen - Soltau - Soltendieck - Sottrum - Spahnharrenstätte - Spelle - Spiekeroog - Sprakensehl - Springe - Stade (Kreisstadt) - Stadensen - Stadland | - Stadthagen (Kreisstadt) - Stadtoldendorf - Staffhorst - Staufenberg - Stavern - Stedesdorf - Steimbke - Steinau - Steinfeld (Oldenburg) - Steinhorst - Steinkirchen - Stelle - Stemmen - Stemshorn - Steyerberg - Stinstedt - Stöckse - Stoetze - Stolzenau - Stubben - Stuhr - Südbrookmerland - Suddendorf - Suderburg - Südergellersen - Sudwalde - Suhlendorf - Sulingen - Süpplingen - Süpplingenburg - Süstedt - Sustrum - Surwold - Suthfeld - Syke |

### T
| - Tappenbeck - Tarmstedt - Tespe - Thedinghausen - Thomasburg - Thuine | - Tiddische - Tiste - Toppenstedt - Tostedt - Tosterglope | - Trebel - Tülau - Twieflingen - Twist - Twistringen |

### U
| - Uchte - Uehrde - Uelsen - Uelzen (Kreisstadt) - Uetze | - Ummern - Undeloh - Unterlüß - Upgant-Schott | - Uplengen - Uslar - Utarp - Uthlede |

### V
| - Vahlberg - Vahlbruch - Vahlde - Varel - Varrel - Vastorf - Vechelde - Vechta (Kreisstadt) | - Velpke - Veltheim (Ohe) - Verden (Aller) (Kreisstadt) - Vienenburg - Vierden - Vierhöfen - Visbek | - Visselhövede - Vögelsen - Vollersode - Voltlage - Vordorf - Vorwerk - Vrees |

### W
| - Waake - Waddeweitz - Wagenfeld - Wagenhoff - Wahrenholz - Walchum - Walkenried - Wallenhorst - Wallmoden - Walsrode - Wangelnstedt - Wangerland - Wangerooge - Wanna - Warberg - Wardenburg - Warmsen - Warpe - Wasbüttel - Wathlingen - Wedemark - Weener - Weenzen - Wehrbleck - Welle - Wendeburg - Wendisch Evern - Wennigsen (Deister) - Wenzendorf - Werdum - Werlaburgdorf - Werlte | - Werpeloh - Wesendorf - Weste - Westergellersen - Westerholt - Westerstede (Kreisstadt) - Westertimke - Westerwalsede - Westfeld - Westoverledingen - Wetschen - Wettrup - Weyhausen - Weyhe - Wieda - Wiedensahl - Wiefelstede - Wielen - Wienhausen - Wieren - Wiesmoor - Wietmarschen - Wietze - Wietzen - Wietzendorf - Wildemann - Wildeshausen (Kreisstadt) - Wilhelmshaven - Wilstedt - Wilsum - Windhausen - Wingst | - Winkelsett - Winnigstedt - Winsen (Aller) - Winsen (Luhe) (Kreisstadt) - Winzenburg - Wippingen - Wirdum - Wischhafen - Wistedt - Wittingen - Wittmar - Wittmund (Kreisstadt) - Wittorf - Wohnste - Wolfenbüttel (Kreisstadt) - Wolfsburg - Wollbrandshausen - Wollershausen - Wölpinghausen - Wolsdorf - Woltersdorf - Woltershausen - Worpswede - Wremen - Wrestedt - Wriedel - Wulfsen - Wulften am Harz - Wulsbüttel - Wunstorf - Wustrow (Wendland) |

### Z
| - Zernien - Zetel | - Zeven | - Zorge |